# Campeonato Baiano de Futebol - Terceira Divisão
O Campeonato Baiano de Futebol - Série C, ou simplesmente conhecido como Série C, é a terceira divisão do Campeonato Baiano, o principal torneio de futebol da Bahia.
A sua primeira edição ocorreu em 2000, com o Itapetinga sendo campeão do torneio, com o vice-campeão sendo o Independente.

## Histórico
Tudo começou no arbitral para a 2ª Divisão de 2000 quando 13 clubes se inscreveram para a competição, um aumento de cinco clubes em relação ao ano anterior, isso despertou no então presidente da FBF, Virgílio Elísio, a percepção que havia muitos clubes interessados em entrar no profissionalismo e então decidiu criar a 3ª Divisão. Para a primeira edição houve quatro novatos no profissionalismo: Independente (atual Palmeiras Nordeste), Itapetinga, Esporte Clube Paulo Afonso e Renascente Esporte Clube. Somados a eles participaram a Associação Desportiva Atlanta e o Simões Filho Futebol Clube que retornavam de licença.
Em 2001 a FBF decidiu organizar a segunda edição da 3ª Divisão, porém paralelamente decidiu organizar a Taça Estado da Bahia que dava uma vaga na 1ª Divisão. Logo, era muito mais vantajoso disputar uma vaga na 1ª Divisão do que lutar por uma vaga na 2ª Divisão. Desta forma times da 3ª Divisão como Serrinha Esporte Clube, Associação Atlética Sisal Bonfinense e Simões Filho Futebol Clube escolheram o mais apropriado, disputar a Taça Estado da Bahia e a 3ª Divisão ficou esvaziada com apenas duas inscrições: o próprio Simões Filho Futebol Clube e o Malacarne Futebol Clube de Eunápolis que nem chegou a se profissionalizar. No fim das contas a FBF decidiu por extinguir a 3ª Divisão o que resultou numa diminuição enorme de clubes em atividade já em 2002.
Em 2008 a FBF decidiu criar um Torneio Seletivo que funcionaria como acesso a 2ª Divisão, porém por falta de clubes em 2009 e 2010 a mesma não foi realizada. Em 2011 cinco clubes se inscreveram, porém como três clubes da 2ª Divisão desistiram (Associação Desportiva Atlanta, Madre de Deus Sport Clube e Catuense Futebol S/A) a competição foi cancelada. A FBF só conseguiu organizar a competição em 2012 quando participaram a Associação Desportiva Comunitária Astro, que sagrou-se campeã, o Cruzeiro Futebol Clube, vice-campeão, o Atlântico Esporte Clube e o Sport Clube Camaçariense.[carece de fontes?] O São Cristóvão chegou a inscrever-se, mas foi excluído por não conseguir regularizar seus atletas, o Esporte Clube Poções chegou a se inscrever, mas desistiu antes mesmo do Conselho Arbitral. Em 2013 muitos foram os clubes interessados em entrar na competição, porém apenas quatro se inscreveram: os recém filiados Sociedade Esportiva Luís Eduardo Magalhães e Clube Esportivo Flamengo além do Esporte Clube Poções e a Catuense Futebol S/A, porém o Poções não conseguiu a liberação de seus estádios e o Selem não conseguiu a tempo sua filiação na CBF ambos foram excluídos e Flamengo de Guanambi e Catuense entraram diretamente na competição sem a necessidade da disputa da competição.
No ano de 2023 a Federação Bahiana de Futebol confirmou que a competição voltará a ser realizada.

## Campeões
| Como Terceira Divisão | Como Terceira Divisão | Como Terceira Divisão | Como Terceira Divisão | Como Terceira Divisão |
| Ano                   | Campeão               | Vice-campeão          | Terceiro lugar        | Quarto lugar          |
| --------------------- | --------------------- | --------------------- | --------------------- | --------------------- |
| 2000                  | Itapetinga            | Independente          | Paulo Afonso          | Renascente            |
| Como Torneio Seletivo |                       |                       |                       |                       |
| Ano                   | Campeão               | Vice-campeão          | Terceiro lugar        | Quarto lugar          |
| 2012                  | Astro                 | Cruzeiro              | Atlântico             | Camaçariense          |

### Títulos por clube
| Equipe     | Títulos | Último título |
| ---------- | ------- | ------------- |
| Itapetinga | 1       | 2000          |
| Astro      | 1       | 2012          |

### Títulos por cidade
| Cidade           | Títulos | Vices | Clubes campeões |
| ---------------- | ------- | ----- | --------------- |
| Itapetinga       | 1       | 0     | 1               |
| Feira de Santana | 1       | 1     | 1               |
| Cruz das Almas   | 0       | 1     | 0               |